# Le Chaînon manquant (festival)
Pour les articles homonymes, voir Chaînon manquant.
 (février 2017).
Le Chainon manquant est un festival pluridisciplinaire créé en 1991 à Tours, organisé par l'association « Le Chainon/FNTAV ».
Il regroupe de multiples disciplines artistiques toutes orientées vers la jeune création : théâtre, danse, chanson, musiques actuelles, musiques du monde, spectacles pour le jeune public, spectacles de rue, formes innovantes tels que le nouveau cirque, etc., avec une programmation nationale et internationale.

## L'association
Fondée en 1987, l'association « Le Chainon, Fédération des nouveaux territoires des arts vivants (FNTAV) » fédère près de 300 équipements et projets culturels, valorisant l’éducation populaire artistique et culturelle. Le « Chaînon/FNTAV » est membre du Collectif Festivals chanson francophone.
Elle est en relation au niveau international, avec l'AREA (Association  des  réseaux d’évènements  artistiques) au Canada, en Suisse, Belgique, France et Aragon.
le réseau chainon, encadre le festival du chainon Manquant dès 1991. Sa composition est aujourd’hui de 250 adhérents, de 224 professionnels, de onze fédérations et coordinations régionales (Alsace, Aquitaine, Bretagne, Centre, Midi-Pyrénées, Nord-pas-de-Calais, Normandie, Pays-de-la-Loire, Provence-Alpes-Côte d’Azur / Corse, Rhône-Alpes), et de 8 Festivals Région(s) en Scène(s) présents dans ces mêmes régions (sauf Alsace). Une dizaine de projets est d’ailleurs présentée dans le cadre d’échanges inter-régionaux.

## Le festival
Créé en 1991, il s'est tenu au début à Tours et Cahors. En 2002 il est implanté en milieu rural, à Figeac, Capdenac-Gare et Lunan, à cheval sur les départements du Lot et de l'Aveyron. Depuis 2012, il est localisé à Laval en Mayenne.
Ce dernier touche chaque année plus de 300 000 spectateurs, sur l’ensemble du territoire français. Ces festivals régionaux organisés chaque année par les fédérations régionales du Réseau Chainon ont pour but  de présenter la jeune création artistique pluridisciplinaire de chaque territoire et de permettre le repérage d’artistes en émergence.

## Les spectacles
Les spectacles forment un tour d’horizon de la création contemporaine dans les 7 disciplines du spectacle vivant : théâtre, musique, danse, arts de rue, arts du cirque, contes et spectacles destinés au jeune public, ainsi qu’une vingtaine de journées de visionnage.
Chaque année, plus de 300 artistes en développement présentés se réunissent pour découvrir, rencontrer, échanger autour de ces projets. Ils défendent des valeurs telles que l’accompagnement et la promotion de la jeune création pluridisciplinaire, la défense de la culture de proximité et le développement économique d’un circuit culturel équitable et solidaire. Les spectacles présentés intègrent par la suite une tournée sur le Réseau Chaînon au gré des choix individuels des adhérents.
Avec les 75 spectacles présentés, plus de 700 représentations voient le jour chaque année en France.